# Catherine Mosengo-Masa
Catherine Mosengo-Masa est une joueuse française de basket-ball, née le 19 avril 1996 à Lagny-sur-Marne (Seine-et-Marne).

## Biographie
Après cinq saisons à l'USO Mondeville (5,7 points à 48,2% de réussite aux tirs et 3,5 rebonds pour 5,7 d'évaluation en LFB 2017-2018), elle signe pour rejoindre les Flammes Carolo
En 2015, l'Équipe de France U19 se classe cinquième du championnat du monde, défaite en quarts de finale par les Russes du duo Raïssa Moussina - Maria Vadeïeva, futures finalistes.
Avec l'équipe de France A', elle remporte la médaille d'or 73 à 53 en finale face au Canada Québec aux Jeux de la francophonie.
Elle quitte Mondeville à l'été 2018 pour rejoindre le club ambitieux de Charleville (« Je suis déçue de cette expérience, mais je ne regrette rien. Ça forge le mental. J’ai côtoyé des joueuses exceptionnelles en Euroligue »), mais faute de temps de jeu, elle part en Ligue 2 à Chartres en février 2019.
Elle reste en Ligue pour la saison 2019-2020, réussissant une belle saison avec Rezé (9,1 points et 6,5 rebonds pour 11,2 d'évaluation en 27 minutes), ce qui lui permet à 24 ans de retrouver la LFB avec Landerneau.

## Palmarès
- Vainqueur des Jeux de la Francophonie en 2017[5]
- Championne de France Espoirs LFB en 2013[1]